# Pseudoctenus thaleri
Espèce
Pseudoctenus thaleri est une espèce d'araignées aranéomorphes de la famille des Zoropsidae.

## Distribution
Cette espèce est endémique du Malawi. Elle se rencontre sur le mont Mulanje.

## Description
Le mâle holotype mesure 7,08 mm et la femelle paratype 7,7 mm.

## Étymologie
Cette espèce est nommée en l'honneur de Konrad Thaler.

## Publication originale
- Jocqué, 2009 : A redescription of Pseudoctenus meneghettii Caporiacco, 1949 (Araneae: Zoropsidae), a poorly known Afrotropical spider taxon, with description of a new enigmatic species. Contributions to Natural History, vol. 12, p. 707-720 (texte intégral).